# Latreutes pristis
Latreutes pristis is een garnalensoort uit de familie van de Hippolytidae. De wetenschappelijke naam van de soort is voor het eerst geldig gepubliceerd in 1899 door Nobili.